# Civitanova Marche
Civitanova Marche és un municipi italià, situat a la regió de les Marques i a la província de Macerata. L'any 2019 tenia 42.524 habitants.